# GlobalSecurity.org
GlobalSecurity.org ist ein nicht kommerzieller Think Tank, dessen Team Analysen und Berichte zu sicherheitspolitischen Themen anbietet, insbesondere zu Streitkräften, Massenvernichtungswaffen, Nachrichtendiensten, zur inneren Sicherheit und zur Raumfahrt.
Sie entstand im Dezember 2000 als Ableger der Internetpräsenz der Federation of American Scientists. Gründer und Direktor des Instituts ist der Politikwissenschaftler John E. Pike.
Nach Auffassung des Magazins Forbes zählt GlobalSecurity.org wegen seiner weitreichenden Analysen und der zur Verfügung gestellten Satellitenaufnahmen zu den besten Internetseiten.